# 아다마 음벵게
아다마 음벵게(프랑스어: Adama Mbengue, 1993년 12월 1일 ~ )는 세네갈의 축구 선수로, 프랑스 클럽 샤토루와 세네갈 국가대표팀에서 레프트백으로 활약하고 있다.

## 구단 경력
음벵게는 올랜도 시티 아카데미 계열사인 스포츠 갤럭시 시절 세네갈에서 스카우트된 뒤 19살 때 2012년 월트디즈니 월드프로사커 클래식에서 올랜도 시티와 함께 뛰었고 이후 USL PDL 클럽 올랜도 시티 U-23에 입단해 2012년 10경기에 출전했다.
2012년 6월 21일, 음벵게는 올랜도 시티의 시니어 로스터로 승격되어 클럽 역사상 U-23에서 프로로 승격된 첫 번째 선수가 되었다. 그는 다음날 해리스버그 시티 아일랜더스와의 경기에서 3-0으로 승리하며 프로 데뷔 전을 치렀다.
2013년 라마 헌트 US 오픈 컵에서 음벵게는 올랜도 시티의 8강 진출에 주요한 영향을 미쳤다. 그는 오칼라 스탬피드와의 2라운드 경기에서 득점했고, 6월 12일 메이저 리그 사커 클럽이자 디펜딩 토너먼트 챔피언인 스포팅 캔자스시티와의 1-0 역전승에서 경기의 유일한 골을 위해 탄룽을 세웠다.
2017년 6월, 음벵게는 4년 계약으로 리그 1의 캉에 입단했다.
2021년 7월 19일, 그는 3부 리그의 샤토루와 1년 계약을 체결했다.

## 국가대표팀 경력
2017년 3월 16일, 아다마 음벵게는 나이지리아와 코트디부아르와의 친선 경기를 위해 알리우 시세 감독에 의해 세네갈 국가대표팀으로서 처음으로 부름을 받았다. 그는 3월 23일, 1-1로 비긴 나이지리아를 상대로 현직 선수에 의한 첫 선발을 축하했다.
2018년 6월 17일, 음벵게는 훈련 중 부상을 입은 살리우 시스의 후임으로 러시아의 2018년 FIFA 월드컵에서 세네갈 국가대표팀에 차출되었다.